# زمین‌لرزه ۲۰۱۰ پیچیلمو
زمین‌لرزهٔ سال ۲۰۱۰ میلادی در پیچیلمو، یک زمین‌لرزه با ۶٫۹ در بزرگای گشتاوری بود که در ۱۱ مارس ۲۰۱۰، ساعت ۱۱:۳۹ به وقت محلی (۱۴:۳۹ به وقت جهانی) رخ داد. این زمین‌لرزه در ۴۰ کیلومتری جنوب غربی پیچیلمو، شیلی به وقوع پیوست که بر اثر آن یک نفر کشته شد.